# Viola sagittata
Viola sagittata — вид квіткових рослин з родини фіалкових. Це багаторічна рослина, що поширена у США (Алабама, Арканзас, Коннектикут, Делавер, Округ Колумбія, Джорджія, Іллінойс, Індіана, Айова, Канзас, Кентуккі, Луїзіана, Мен, Мериленд, Массачусетс, Мічиган, Міннесота, Міссісіпі, Міссурі, Нью-Гемпшир, Нью-Джерсі, Нью-Йорк, Північ Кароліна, Нова Шотландія, Огайо, Оклахома, Онтаріо, Пенсильванія, Род Айленд, Південна Кароліна, Теннессі, Техас, Вермонт, Вірджинія, Західна Вірджинія, Вісконсин) й Канади (Онтаріо, Квебек).

## Середовище проживання
Населяє сухі відкриті ліси й чагарники, поля, порушений ґрунт, узбіччя, смуги відводу ЛЕП; на висотах 10–2500 метрів.

## Біоморфологічна характеристика
Це багаторічна рослина 5–50 см заввишки, без столонів; кореневище товсте, м'ясисте. Стебла відсутні. Листки прикореневі, 4–8, від висхідних до прямовисних; прилистки лінійно-ланцетні, краї цілокраї, верхівка загострена; листкові ніжки 2–13 см, голі чи запушені; найбільш ранні листкові пластинки від яйцеподібних до еліптичних, лопаті середнього сезону яйцеподібні, еліптичні, від вузько-еліптичних до вузько-дельтатованих, 1–8 × 1–5 см, краї городчасті або зазубрені, війчасті чи ні, верхівка гостра, поверхні голі чи запушені. Квітконоси 3–15 см, голі чи запушені. Квітки: чашолистки від ланцетних до яйцеподібних, краї війчасті чи ні; пелюстки від світло- до темно-фіолетових на обох поверхнях, нижні 3 білі в основі та з темно-фіолетовими прожилками, бічні 2 й найбільш нижча бородаті, найбільш нижча 10–15 мм, шпора від світло- до темно-фіолетового кольору, 2–3 мм. Коробочки еліпсоїдні, 10–14 мм, голі. Насіння бежеве, плямисте до бронзового, 1.3–2.5 мм. 2n = 54. Цвітіння: березень – червень.